# Glyn Allen
Pour les articles homonymes, voir Allen.
Pas d'image ? Cliquez ici

a Compétitions nationales et continentales officielles uniquement.

b Matchs officiels uniquement.
Glyn Allen, né le 14 mars 1874 et mort le 4 janvier 1949 à Liverpool, est un joueur de rugby irlandais, qui a joué avec l'équipe nationale et Derry au poste de demi d'ouverture ou de demi de mêlée

## Carrière
Il dispute son premier test match le 1er février 1896 contre l'Angleterre. Son dernier test match est contre le pays de Galles le 18 mars 1899. Glyn Allen remporte le Tournoi britannique de rugby à XV 1899.

## Palmarès
- Vainqueur du tournoi britannique en 1896 et 1899

## Statistiques en équipe nationale
- 9 sélections en équipe nationale.
- 1 essai.
- 3 points.
- Sélections par années : 3 en 1896, 2 en 1897, 2 en 1898, 2 en 1899.
- Tournois britanniques disputés: 1896, 1897, 1898, 1899.